# Chaviolas
Le Chaviolas est une île du lac de Sils, sur le territoire de Sils im Engadin/Segl dans le canton des Grisons.